# Ernst Knopf
Ernst Theodor Anton Knopf, Pseudonym: Ernst Altkirch (* 9. März 1873 in Altkirch, Elsass; † 16. April 1926 in Elbing), war ein deutscher Schriftsteller.

## Leben und Wirken
Er war der Sohn des zu Witten verstorbenen Postdirektors Karl Friedrich Ludwig Knopf und lebte als Fabrikbeamter und Privatgelehrter zunächst in Dresden, wo er 1898 Marie Elisabeth Eva geborene Hamprecht heiratete.
Später zog er nach Berlin und dann in Graz. Im Ersten Weltkrieg war er als Frontberichterstatter eingesetzt. 1921 ließ er sich in Elbing nider, wo er 1926 starb.

## Schriften (Auswahl)
- Das altertümliche Gasthaus. 1892.
- Ich, der Träumer. 1896.
- Spinoza im Porträt. Eugen Diederichs Verlag, Jena 1913.
- Die Legende v. Gautama u. Yasodhara. 1926.